# Juan Carlos Bedoya
Juan Carlos Bedoya (Chinchiná, Colombia; 3 de abril de 1972) es un entrenador de fútbol. Actualmente es el jugador entrenador del COCH, club aficionado (Colombia).

## Clubes

### Como entrenador
| Club                 | País     | Año       |
| -------------------- | -------- | --------- |
| Alianza Petrolera    | Colombia | 2004      |
| Once Caldas          | Colombia | 2006-2008 |
| Delfín Sporting Club | Ecuador  | 2010      |